# 南克拉默山

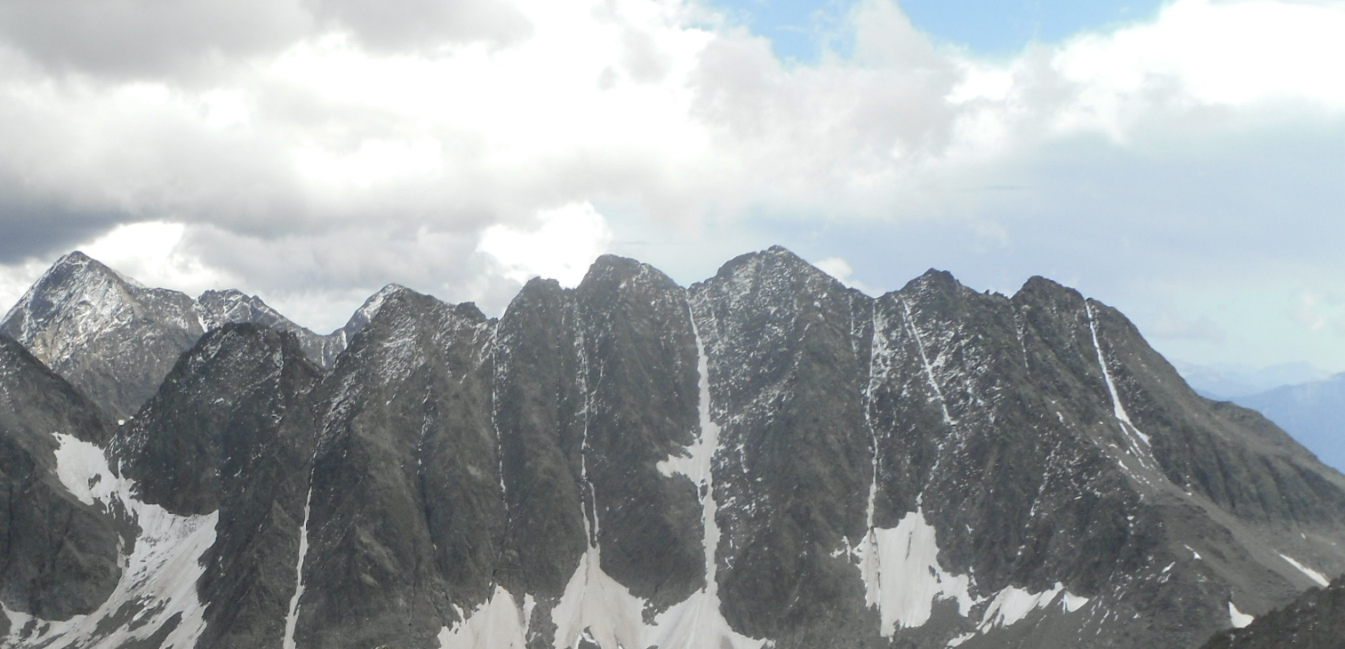

46°57′24″N 12°45′34″E / 46.956606°N 12.759554°E
南克拉默山（德語：Südlicher Klammerkopf），是奧地利的山峰，位於該國南部，處於克恩頓州和蒂羅爾州接壤的邊界，屬於舍貝爾山脈的一部分，海拔高度3,117米。